# نصب كويفا ديل ميلودون الطبيعي
نصب كويفا ديل ميلودون الطبيعي هو نصب تذكاري طبيعي يقع في تشيلي باتاغونيا، 24 كم (15 ميل) شمال غرب بويرتو نتالز و270 كم (168 ميل) شمال بونتا أريناس.